# Louise de Stolberg-Wernigerode
La comtesse Louise de Stolberg-Wernigerode, née le 24 novembre 1771 au château de Wernigerode et morte le 8 juin 1856 à Groß Krauschen (Silésie), est une aristocrate de la maison de Stolberg, fille du comte Christian-Frédéric de Stolberg-Wernigerode. Elle fut abbesse du couvent de Drübeck de 1797 à 1800.

## Biographie

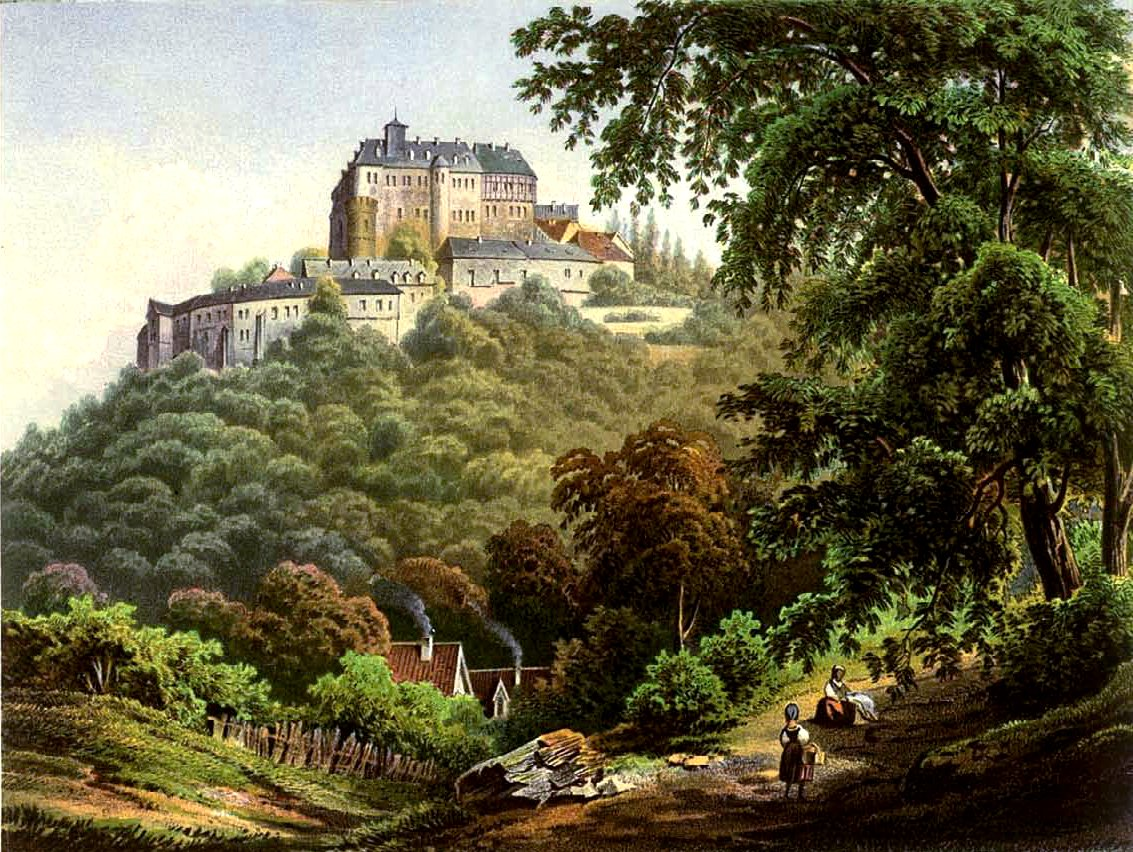
Château de Wernigerode, Alexander Duncker, vers 1860.

Louise est la seconde fille aînée du comte Christian-Frédéric de Stolberg-Wernigerode (1746–1824) et de son épouse Auguste-Éléonore (1748–1821), elle-même fille du comte Christoph Louis II de Stolberg-Stolberg. Elle est ainsi une sœur aînée de Henri de Stolberg-Wernigerode (1772–1854) et d'Antoine de Stolberg-Wernigerode (1785–1854). 
Leur éducation a été marquée par l'esprit du siècle des Lumières (Aufklärung), selon les enseignements du moraliste Christian Fürchtegott Gellert et de la romancière Jeanne-Marie Leprince de Beaumont. Louise réussit à faire interagir musique, chant et danse, ainsi que la poésie, inspirée par l'ami de son père, Johann Wilhelm Ludwig Gleim. Le comte Christian-Frédéric fut jusqu'en 1796 doyen du chapitre d'Halberstadt et sa fille continue à le suivre pendant ses séjours et les visites chez la famille Gleim. Elle admirait l'œuvre de Friedrich Gottlieb Klopstock et elle a fréquenté des auteurs spécifiques comme Johann Heinrich Jung-Stilling, Johann Kaspar Lavater, Johann Gottfried Herder et Johann Michael Sailer dans la maison de son père.

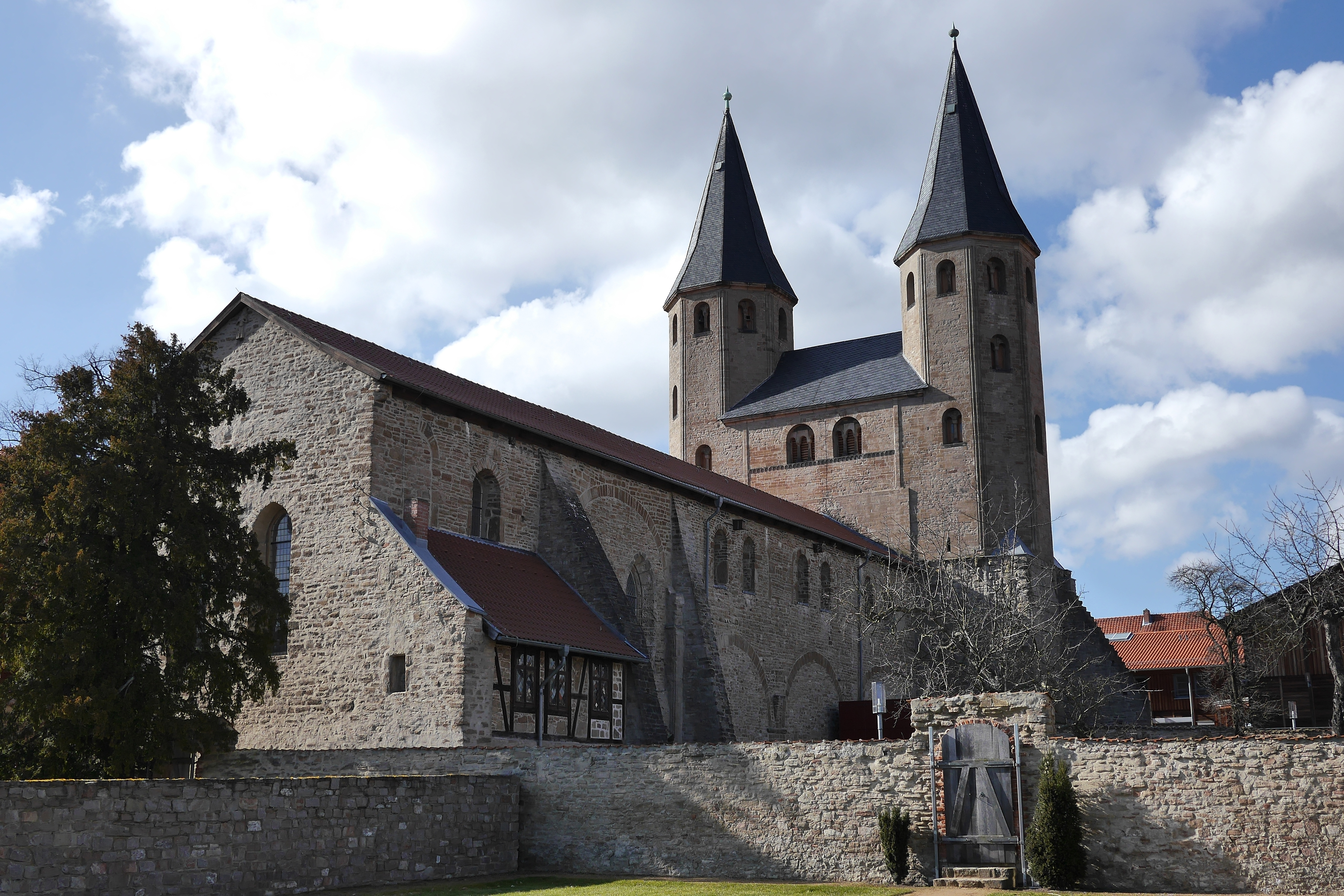
Collégiale de Drübeck.

En 1797, elle devient abbesse du couvent de Drübeck près d'Ilsenbourg au nord du massif de Harz, en ce temps un établissement protestant des dames nobles (Frauenstift) dans la propriété des comtes de Stolberg-Wernigerode. Après que son cousin le comte Frédéric-Léopold de Stolberg-Stolberg s'est converti au catholicisme, en 1800, elle quitte le monastère pour se consacrer à l'éducation de la fille de Frédéric-Léopold, Marie-Agnès.
Le 21 décembre 1807, elle épousa Maurice Haubold de Schönberg (1770–1860) au château de Wernigerode. Cette union donnera naissance à une fille, Auguste (1808–1864) qui allait se marier en 1828 avec le comte Frédéric-Magnus de Schlieffen, père du général Alfred von Schlieffen. 
La famille s'installe d'abord à Dresde où Louise se lie d'amitié avec l'écrivaine Barbara Juliane von Krüdener et Hélène-Marie von Kügelgen, la femme du peintre Gerhard von Kügelgen, et également avec la famille de Theodor Körner. Pendant les guerres napoléoniennes, elle créa une infirmerie dans sa maison et elle établit des orphelinats à Dresde, Pirna et Grünberg.
En 1815, elle suivit son mari à Mersebourg, où Maurice Haubold de Schönberg est nommé premier président du district de Mersebourg au sein de la Saxe prussienne, puis, en 1823 à Berlin. En 1831, son mari a pris ses fonctions de haut président de la province de Poméranie à Stettin. 

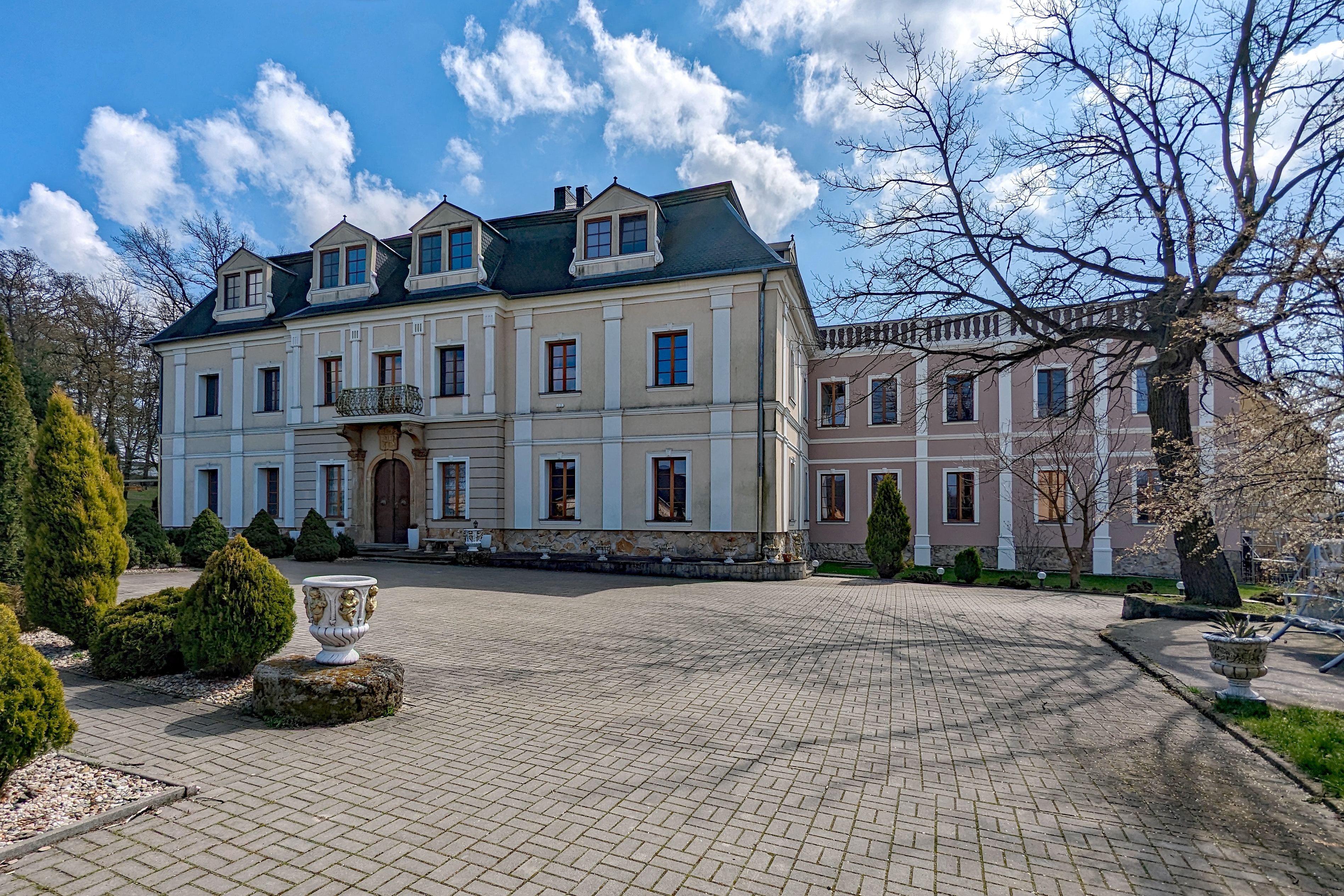
Château de Kruszyn.

En 1838, le couple se retira au domaine de Groß Krauschen en Basse-Silésie (maintenant Kruszyn en Pologne). Louise y meurt en 1856.